# Mistrovství České republiky v nočním orientačním běhu
Mistrovství České republiky v nočním orientačním běhu je pořádáno každoročně od roku 1993 a navazuje na předcházející Mistrovství Československa v nočním orientační běhu. Obtížnost závodů je dána jeho noční formou, přičemž součástí vybavení závodníka je světlo, zpravidla čelovka. Díky technologickému vývoji v oblasti LED diod a akumulátorů je tato disciplína stále populárnější, neboť výkonné světlo je běžně dostupné a oproti dřívější době nemá tak velký vliv na výsledky.
Kromě hlavní ženské a mužské kategorie se soutěží v mnoha dalších věkových a výkonnostních kategoriích. Součástí závodu je Veteraniáda ČR.

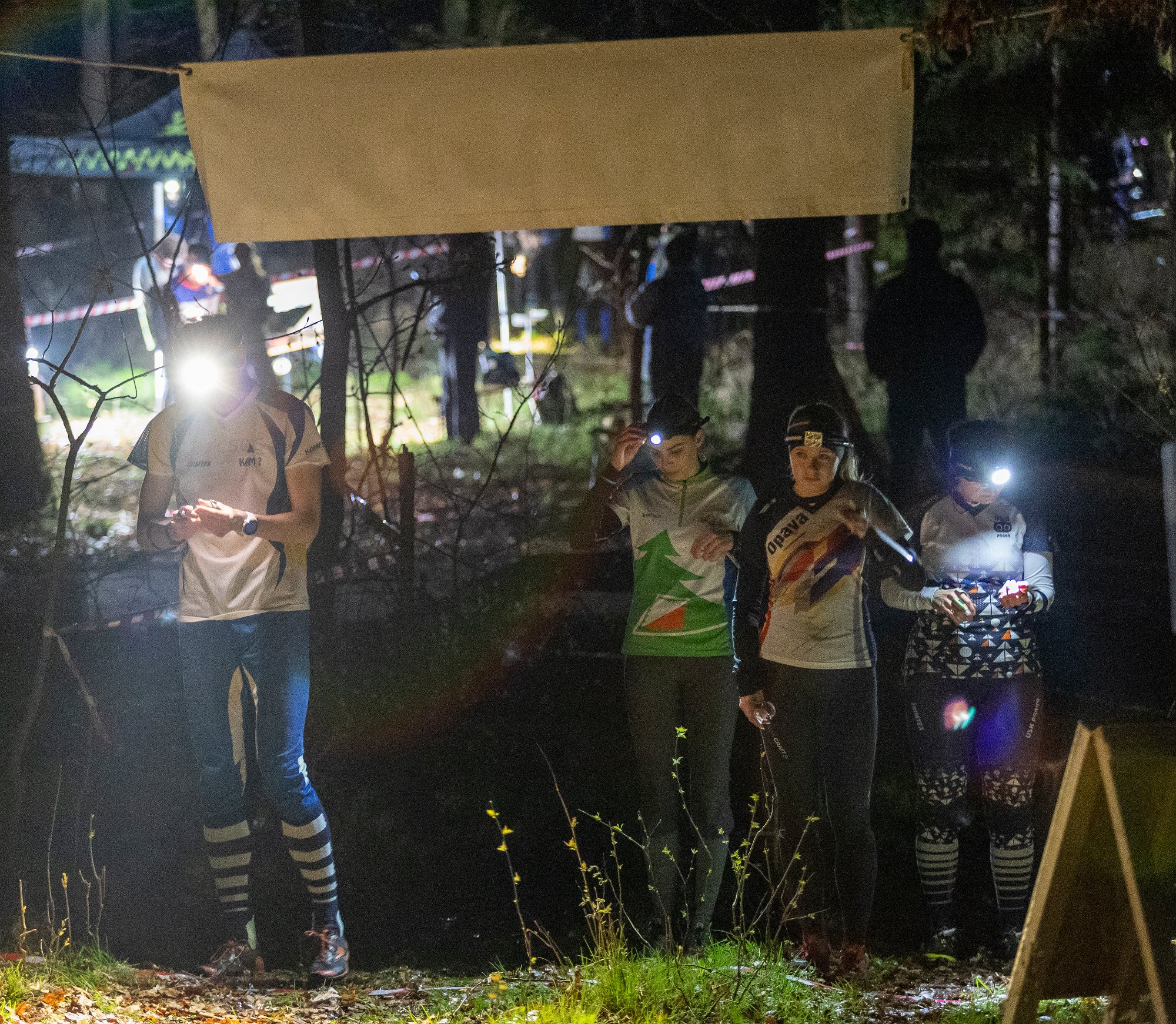
Atmosféra na startu
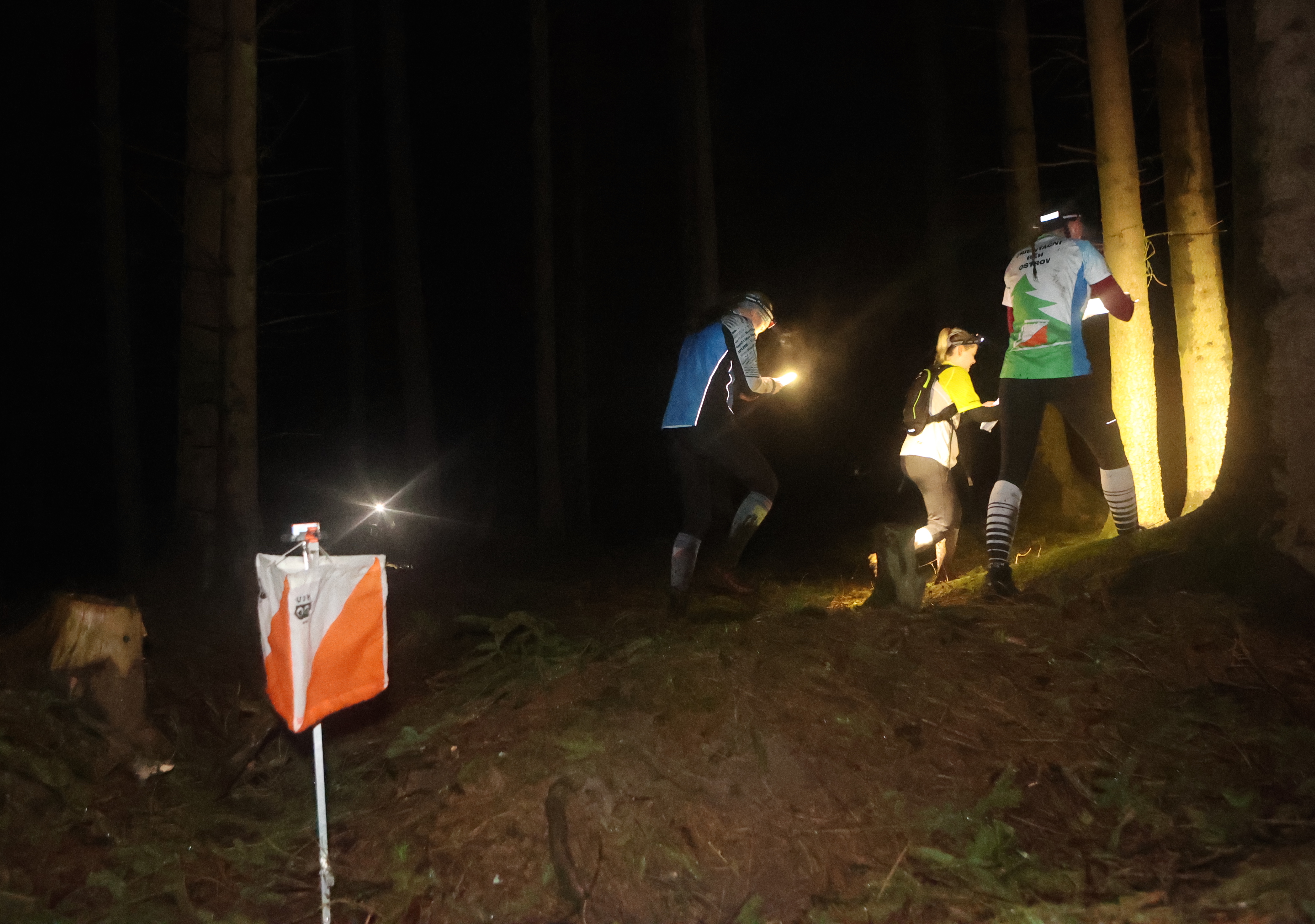
Momentka z lesa
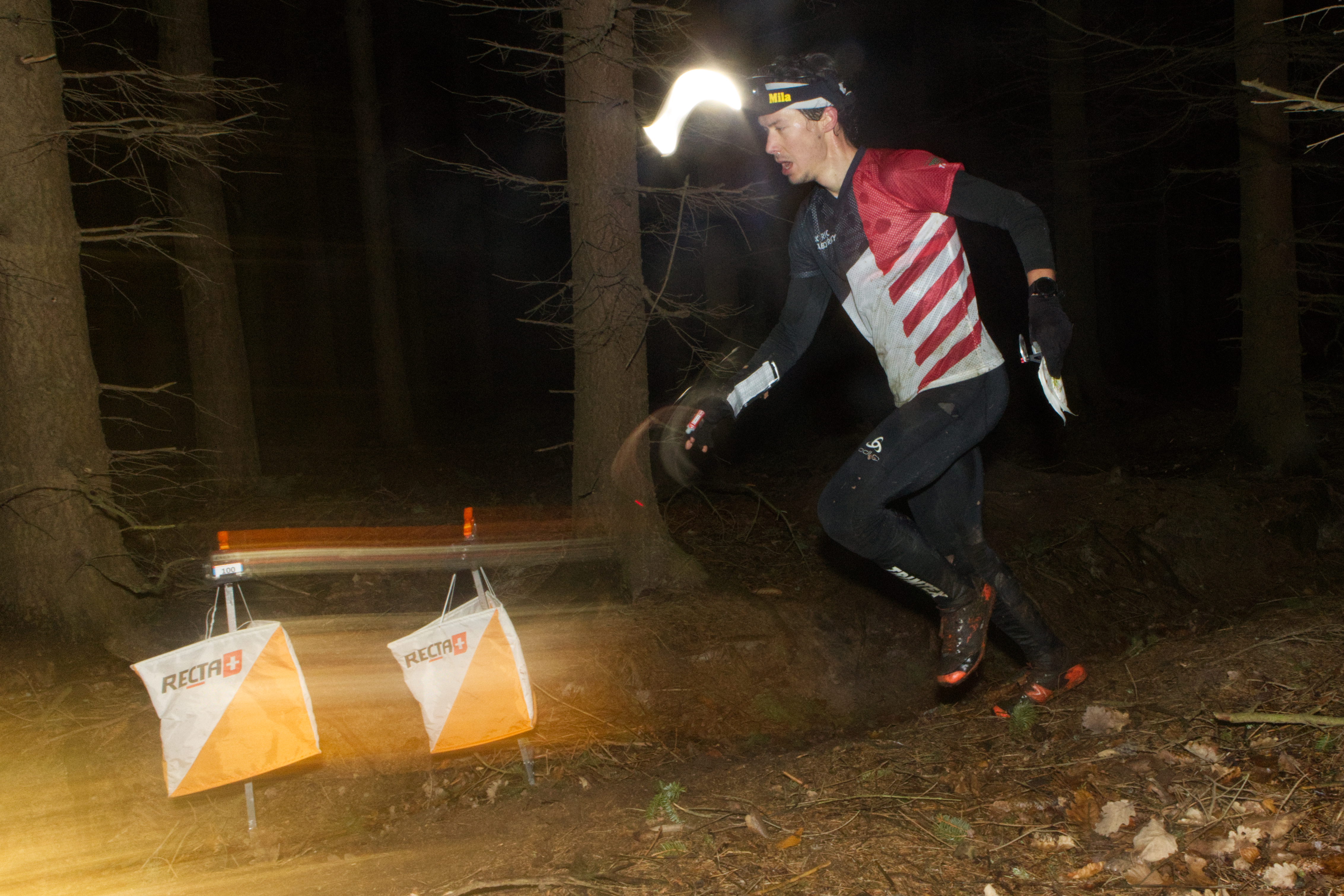
Při závodě

## Přehled závodů MČR v nočním orientačním běhu
| Mistrovství České republiky | Mistrovství České republiky | Mistrovství České republiky               | Mistrovství České republiky | Mistrovství České republiky | Mistrovství České republiky | Mistrovství České republiky | Mistrovství České republiky | Mistrovství České republiky                      | Mistrovství České republiky | Mistrovství České republiky |
| Rok                         | Datum závodu                | Pořadatel                                 | Místo konání                | Název mapy                  | Ředitel                     | Hlavní rozhodčí             | Stavitelé tratí             | Web závodu                                       | DB ORIS                     | Poznámka                    |
| --------------------------- | --------------------------- | ----------------------------------------- | --------------------------- | --------------------------- | --------------------------- | --------------------------- | --------------------------- | ------------------------------------------------ | --------------------------- | --------------------------- |
| MČR 1993                    | 16. 10. 1993                | OK Lokomotiva Pardubice                   | Míčov                       | Konopáč                     |                             |                             | Josef Málek                 |                                                  |                             |                             |
| MČR 1994                    | 23. 9. 1994                 | OOB TJ Slovan Luhačovice                  | Luhačovice                  | Luhačovice - Obora          |                             |                             | Libor Slezák                |                                                  |                             |                             |
| MČR 1995                    | 30. 9. 1995                 | OOB VŠP Hradec Králové                    | Třebechovice pod Orebem     | Frkotův les                 |                             |                             | Jiří Strnad                 |                                                  |                             |                             |
| MČR 1996                    | 20. 4. 1996                 | SOB Olomouc                               | Daskabát                    | Daskabát                    |                             |                             | Jan Bednář                  |                                                  |                             |                             |
| MČR 1997                    | 19. 4. 1997                 | SK Orientační sporty Nové Město na Moravě | Slavkovice                  | Plkoš                       |                             |                             | Radan Kamenický             |                                                  |                             |                             |
| MČR 1998                    | 18. 4. 1998                 | OB České Budějovice                       | Munice - Křivonoska         | Křivonoska 2                |                             |                             | Josef Hejzlar               |                                                  |                             |                             |
| MČR 1999                    | 24. 4. 1999                 | OOB TJ Slovan Luhačovice                  | Luhačovice                  | Luhačovice Gáborka          |                             |                             | Libor Slezák                |                                                  |                             |                             |
| MČR 2000                    | 15. 4. 2000                 | TJ Spartak 1. Brněnská                    | Bobrůvka                    | Dolní Tis                   |                             |                             | Radim Kheil                 |                                                  |                             |                             |
| MČR 2001                    | 21. 4. 2001                 | SK OB Chotěboř                            | Nová Ves u Chotěboře        | Obolce                      |                             |                             |                             |                                                  |                             |                             |
| MČR 2002                    | 20. 4. 2002                 | KOS TJ Tesla Brno                         | Brno - Lesná                | Panská lícha                |                             |                             | Jan Skřička                 |                                                  |                             |                             |
| MČR 2003                    | 7. 5. 2003                  | TJ Jiskra Havlíčkův Brod                  | Lučice                      | Žižkova studánka            |                             |                             |                             |                                                  |                             |                             |
| MČR 2004                    | 1. 5. 2004                  | SK Kotnov Tábor                           | Sezimovo Ústí               | Nechyba                     |                             |                             | Jiří Vébr                   |                                                  |                             |                             |
| MČR 2005                    | 27. 9. 2005                 | Oddíl OS SK Prostějov                     | Helfštýn                    | Helfštýn 2005               | Dušan Vystavěl              | David Aleš                  | Petr Hynek                  |                                                  |                             |                             |
| MČR 2006                    | 27. 9. 2006                 | OK Jihlava                                | Větrný Jeníkov              | Roháč                       |                             |                             |                             |                                                  |                             |                             |
| MČR 2007                    | 30. 4. 2007                 | SK LOB Nová Paka                          | Nová Paka                   | Za Barákem                  | Jaroslav Kalibán            | Ladislav Hrubý              | Jan Prášil                  | www                                              |                             |                             |
| MČR 2008                    | 26. 4. 2008                 | OOB TJ Baník Ostrava                      | Ostrava - Lhotka            | Bobr 2008                   | Zajíc Josef                 | Milan Binčík                | Zajíc Josef ml.             |                                                  |                             |                             |
| MČR 2009                    | 1. 5. 2009                  | MLOK Mariánské Lázně                      | Mariánské Lázně             | Balbín                      | Jan Fišák                   | Karel Rambousek st.         | Jan Michalec                | www                                              |                             |                             |
| MČR 2010                    | 24. 4. 2010                 | TJ Jiskra Havlíčkův Brod                  | Orlovská myslivna           | Orlovy 2010                 |                             |                             |                             |                                                  |                             |                             |
| MČR 2011                    | 16. 4. 2011                 | SK Žabovřesky Brno                        | Ruprechtov                  | U Větrného mlýna            | Jan Zháňal                  | Václav Hošek                | Libor Zřídkaveselý          | www                                              |                             |                             |
| MČR 2012                    | 21. 4. 2012                 | VSK ČVUT Fakulta Stavební Praha           | Praha - Lipence             | Cukrák 12°                  | Ondřej Skripnik             | Pavel Kurfürst              | Karel Nitsch                | www                                              |                             |                             |
| MČR 2013                    | 20. 4. 2013                 | Sportcentrum Jičín                        | Dolní Bousov                | Rachvala                    | Robert Müller               | Tomáš Kalenský              | Jaroslav Havlík             | www                                              | 2051                        |                             |
| MČR 2014                    | 26. 4. 2014                 | SOB Olomouc                               | Daskabát                    | Daskabát                    | Jindřich Smička             | Dušan Vystavěl              | Daniel Vláčil               | www                                              | 2322                        |                             |
| MČR 2015                    | 25. 4. 2015                 | SK Žabovřesky Brno                        | Bukovinka                   | Rakovecké údolí             | Libor Zřídkaveselý          | Miroslav Hlava              | Jan Zháňal                  | www                                              | 2693                        |                             |
| MČR 2016                    | 16. 4. 2016                 | OK Doksy                                  | Doksy                       | Spáleniště - Bezděz         | Pavel Koštejn               | Petr Karvánek               | Daniel Novák                | www                                              | 3079                        |                             |
| MČR 2017                    | 8. 4. 2017                  | OK Jihlava                                | Rantířov                    | Peklo                       | Eva Dokulilová              | Martin Kratochvíl           | Aleš Petráček               | www Archivováno 15. 12. 2017 na Wayback Machine. | 3589                        |                             |
| MČR 2018                    | 14. 4. 2018                 | SK Studenec                               | Horní Brusnice              | Holubí vrch                 | Junek Petr st.              | Fátor Jan                   | Martin Vik                  | www                                              | 4111                        |                             |
| MČR 2019                    | 13. 4. 2019                 | OK Slavia Hradec Králové                  | Boháňka - Skála             | Vřešťovský chlum            | Karel Toužil                | Jan Netuka                  | Michal Jedlička             | www                                              | 4294                        |                             |
| MČR 2020                    | závod neproběhl             | pandemie covidu-19                        |                             |                             |                             |                             |                             |                                                  |                             |                             |
| MČR 2021                    | 16. 10. 2021                | KOS Slavia Plzeň                          | Plzeň - Bolevec             | Krkavče                     | Štěpán Kroupa               | Aleš Richtr                 | Tomáš Kamaryt               | www                                              | 5544                        |                             |
| MČR 2022                    | 9. 4. 2022                  | USK Praha                                 | Struhařov                   | 2 Rybníky – sever           | Jan Semík                   | Jarmila Němečková           | Petr Bořánek                | www                                              | 6112                        |                             |
| MČR 2023                    | 15. 4. 2023                 | SKOB Slaný                                | Petrohrad                   | Petrohrad                   | Helena Zemková              | Ludmila Hrdličková          | Jan Hanák                   | www                                              | 6803                        |                             |
| MČR 2024                    | 13.4.2024                   | SKOB Ostrava                              | Petřvald                    | Panský les                  | Josef Juřeník               | Otakar Maceček              | Tomáš Vavřík                | www                                              | 7817                        |                             |
| MČR 2025                    | 12.4.2024                   | OK 99 Hradec Králové                      | Trutnov - Poříčí            | Mrtvé jezero                | Jan Panchártek              | Zdeněk Šabatka              | Petr Losman                 | www                                              | 8557                        |                             |

## Přehled medailistů MČR v nočním orientačním běhu
|          |                                             | Muži            | Muži             | Muži            | Ženy                | Ženy               | Ženy               |
| Ročník   | Pořadatel, místo                            | Zlato           | Stříbro          | Bronz           | Zlato               | Stříbro            | Bronz              |
| -------- | ------------------------------------------- | --------------- | ---------------- | --------------- | ------------------- | ------------------ | ------------------ |
| MČR 1993 | Lokomotiva Pardubice, Míčov                 | Petr Utinek     | Luboš Semík      | Petr Bořánek    | Šárka Burýšková     | Kristýna Šimůnková | M. Nováková        |
| MČR 1994 | Slovan Luhačovice, Luhačovice               | Petr Henych     | Martin Tichovský | Marek Prášil    | Dagmar Musilová     | Lejsková           | Marie Slováková    |
| MČR 1995 | VHK Hradec Králové, Třebechovice pod Orebem | Petr Henych     | Petr Vavrys      | Václav Zakouřil | Iveta Liberdová     | Mária Honzová      | Marcela Kubatková  |
| MČR 1996 | SK UP Olomouc, Daskabát                     | Rudolf Ropek    | Pavel Košárek    | Petr Utinek     | Iveta Liberdová     | Marie Slováková    | Mária Honzová      |
| MČR 1997 | OS Nové Město na Moravě, Slavkovice         | Petr Utinek     | Jan Kučera       | Jaroslav Rygl   | Jana Cieslarová     | Mária Honzová      | Iveta Navrátilová  |
| MČR 1998 | OB České Budějovice, Křivonoska             | Petr Utinek     | Petr Bořánek     | Pavel Žemlík    | Pavla Fialová       | Lenka Koblížková   | Renata Havrdová    |
| MČR 1999 | Slovan Luhačovice, Luhačovice               | Pavel Žemlík    | Michal Matějů    | Petr Henych     | Renata Havrdová     | Iveta Navrátilová  | Kateřina Švihovská |
| MČR 2000 | TJ Spartak 1. Brněnská, Bobrůvka            | Rudolf Ropek    | Martin Štěpánek  | Martin Macek    | Mária Honzová       | Barbora Chudíková  | Jana Fikkerová     |
| MČR 2001 | SK OB Chotěboř, Nová Ves                    | Martin Štěpánek | Michal Matějů    | Petr Henych     | Iveta Navrátilová   | Lenka Klimplová    | Veronika Kupcová   |
| MČR 2002 | Tesla Brno, Brno-Lesná                      | Rudolf Ropek    | Petr Henych      | Michal Voráček  | Zuzana Stehnová     | Anežka Jahnová     | Lucie Waldová      |
| MČR 2003 | TJ Jiskra Havlíčkův Brod, Lučice            | Petr Henych     | Radek Ticháček   | Petr Vítek      | Zuzana Stehnová     | Iva Navrátilová    | Dana Brožková      |
| MČR 2004 | SK Kotnov Tábor, Sezimovo Ústí              | Vladimír Lučan  | Michal Matějů    | Marek Prášil    | Zuzana Stehnová     | Magdalena Kolářová | Lucie Janatová     |
| MČR 2005 | SK Prostějov, Helfštýn                      | Tomáš Dlabaja   | Vítek Pospíšil   | Michal Jedlička | Zuzana Stehnová     | Barbora Chudíková  | Romana Kalenská    |
| MČR 2006 | OK Jihlava, Větrný Jeníkov                  | Michal Besta    | Michal Horáček   | Radovan Čech    | Romana Kalenská     | Zuzana Stehnová    | Monika Topinková   |
| MČR 2007 | SK LOB Nová Paka, Nová Paka                 | Marek Prášil    | Michal Jedlička  | Radovan Čech    | Zuzana Stehnová     | Monika Topinková   | Romana Kalenská    |
| MČR 2008 | TJ Baník Ostrava, Lhotka u Ostravy          | Petr Henych     | David Hepner     | Michal Matějů   | Zuzana Stehnová     | Martina Fejlková   | Katarína Labašová  |
| MČR 2009 | MLOK Mariánské Lázně, Mariánské Lázně       | David Hepner    | Petr Váňa        | Vojtěch Hora    | Zuzana Stehnová     | Martina Fejlková   | Iva Rufferová      |
| MČR 2010 | TJ Jiskra Havlíčkův Brod, Orlovská myslivna | Osvald Kozák    | Daniel Hájek     | Adam Chromý     | Monika Topinková    | Věra Mádlová       | Ivana Bochenková   |
| MČR 2011 | SK Žabovřesky Brno, Ruprechtov              | Jan Procházka   | Michal Jedlička  | Pavel Hradec    | Lenka Poklopová     | Iveta Duchová      | Iva Rufferová      |
| MČR 2012 | VŠTJ FS Praha, Praha - Lipence              | Jan Procházka   | Jan Šedivý       | Pavel Kubát     | Adéla Indráková     | Zuzana Jedličková  | Iveta Duchová      |
| MČR 2013 | Sportcentrum Jičín, Dolní Bousov            | Adam Chromý     | Jan Procházka    | Jan Šedivý      | Iveta Duchová       | Iva Rufferová      | Kristýna Kovářová  |
| MČR 2014 | SK UP Olomouc, Daskabát                     | Jan Petržela    | Miloš Nykodým    | Vít Bravený     | Eva Kabáthová       | Barbora Hrušková   | Martina Hepnerová  |
| MČR 2015 | SK Žabovřesky Brno, Bukovinka               | Jan Procházka   | Miloš Nykodým    | Adam Chromý     | Michaela Omová      | Markéta Tesařová   | Pavla Horová       |
| MČR 2016 | OK Doksy, Doksy                             | Jan Šedivý      | Miloš Nykodým    | Daniel Hájek    | Barbora Hrušková    | Eva Kabáthová      | Kateřina Chromá    |
| MČR 2017 | OK Jihlava, Rantířov                        | Pavel Kubát     | Vojtěch Král     | Marek Minář     | Eva Kabáthová       | Denisa Kosová      | Lenka Mechlová     |
| MČR 2018 | SK Studenec, Horní Brusnice                 | Miloš Nykodým   | Jan Procházka    | Daniel Hájek    | Lenka Mechlová      | Adéla Indráková    | Karolína Šiková    |
| MČR 2019 | OK Slávie Hradec Králové, Boháňka - Skála   | Jan Petržela    | Radek Nožka      | Jan Procházka   | Petra Aschermannová | Karolína Teplá     | Tereza Odehnalová  |
| MČR 2021 | KOS Slavia Plzeň, Plzeň                     | Miloš Nykodým   | Vojtěch Sýkora   | Jan Petržela    | Šárka Sokolářová    | Tereza Čechová     | Eliška Sieglová    |
| MČR 2022 | USK Praha, Struhařov                        | Tomáš Křivda    | Miloš Nykodým    | Daniel Wolf     | Vendula Horčičková  | Adéla Finstrlová   | Jana Stehlíková    |
| MČR 2023 | SKOB Slaný, Petrohrad                       | Tomáš Křivda    | Miloš Nykodým    | Daniel Vandas   | Barbora Chaloupská  | Barbora Matějková  | Nikola Zlámalová   |
| MČR 2024 | SKOB Ostrava, Petřvald                      | Miloš Nykodým   | Jonáš Hubáček    | Tomas Lima      | Denisa Kosová       | Jana Peterová      | Barbora Chaloupská |
| MČR 2025 | OK99 Hradec Králové, Poříčí                 | Daniel Vandas   | Jakub Chaloupský | Miloš Nykodým   | Denisa Kosová       | Jana Peterová      | Lucie Semíková     |

## Medailové pořadí závodníků na MČR v nočním orientačním běhu
Pořadí závodníků podle získaných medailí (tzv. olympijského hodnocení) v hlavní mužské a ženské kategorii (H21 a D21) na Mistrovství ČR v nočním orientačním běhu v letech 1993 až 2024 (včetně).
| Medailové pořadí závodníků na MČR    | Medailové pořadí závodníků na MČR | Medailové pořadí závodníků na MČR | Medailové pořadí závodníků na MČR | Medailové pořadí závodníků na MČR |
| Jméno                                | 1. místo                          | 2. místo                          | 3. místo                          | Celkem                            |
| ------------------------------------ | --------------------------------- | --------------------------------- | --------------------------------- | --------------------------------- |
| Zuzana Jedličková-Stehnová           | 7                                 | 2                                 |                                   | 9                                 |
| Petr Henych                          | 4                                 | 1                                 | 2                                 | 7                                 |
| Miloš Nykodým                        | 3                                 | 5                                 | 1                                 | 9                                 |
| Jan Procházka                        | 3                                 | 2                                 | 1                                 | 6                                 |
| Iveta Navrátilová-Liberdová          | 3                                 | 1                                 | 1                                 | 5                                 |
| Petr Utinek                          | 3                                 |                                   | 1                                 | 4                                 |
| Rudolf Ropek                         | 3                                 |                                   |                                   | 3                                 |
| Eva Valentová-Kabáthová              | 2                                 | 1                                 |                                   | 3                                 |
| Denisa Králová-Kosová                | 2                                 | 1                                 |                                   | 3                                 |
| Jan Petržela                         | 2                                 |                                   | 1                                 | 3                                 |
| Tomáš Křivda                         | 2                                 |                                   |                                   | 2                                 |
| Mária Kovaříková-Honzová             | 1                                 | 2                                 | 1                                 | 4                                 |
| Adéla Finstrlová-Indráková           | 1                                 | 2                                 |                                   | 3                                 |
| Iveta Šístková-Duchová               | 1                                 | 1                                 | 1                                 | 3                                 |
| Monika Rollier-Topinková             | 1                                 | 1                                 | 1                                 | 3                                 |
| Jan Šedivý                           | 1                                 | 1                                 | 1                                 | 3                                 |
| Martin Štěpánek                      | 1                                 | 1                                 |                                   | 2                                 |
| David Hepner                         | 1                                 | 1                                 |                                   | 2                                 |
| Barbora Zháňalová-Hrušková           | 1                                 | 1                                 |                                   | 2                                 |
| Adam Chromý                          | 1                                 |                                   | 2                                 | 3                                 |
| Romana Mrázková-Kalenská             | 1                                 |                                   | 2                                 | 3                                 |
| Marek Prášil                         | 1                                 |                                   | 2                                 | 3                                 |
| Pavel Žemlík                         | 1                                 |                                   | 1                                 | 2                                 |
| Renata Havrdová                      | 1                                 |                                   | 1                                 | 2                                 |
| Barbora Chaloupská                   | 1                                 |                                   | 1                                 | 2                                 |
| Lenka Voštová-Mechlová               | 1                                 |                                   | 1                                 | 2                                 |
| Pavel Kubát                          | 1                                 |                                   | 1                                 | 2                                 |
| Daniel Vandas                        | 1                                 |                                   | 1                                 | 2                                 |
| Osvald Kozák                         | 1                                 |                                   |                                   | 1                                 |
| Jana Bruková-Cieslarová              | 1                                 |                                   |                                   | 1                                 |
| Michaela Omová-Gomzyk Omová-Omová    | 1                                 |                                   |                                   | 1                                 |
| Vendula Rusá-Horčičková              | 1                                 |                                   |                                   | 1                                 |
| Vladimír Lučan                       | 1                                 |                                   |                                   | 1                                 |
| Dagmar Podmolíková-Musilová          | 1                                 |                                   |                                   | 1                                 |
| Michal Besta                         | 1                                 |                                   |                                   | 1                                 |
| Tomáš Dlabaja                        | 1                                 |                                   |                                   | 1                                 |
| Šárka Valášková-Burýšková            | 1                                 |                                   |                                   | 1                                 |
| Šárka Sokolářová                     | 1                                 |                                   |                                   | 1                                 |
| Pavla Hulcová-Fialová                | 1                                 |                                   |                                   | 1                                 |
| Petra Landovská-Aschermannová        | 1                                 |                                   |                                   | 1                                 |
| Lenka Petrželová-Poklopová           | 1                                 |                                   |                                   | 1                                 |
| Michal Matějů                        |                                   | 3                                 | 1                                 | 4                                 |
| Martina Hepnerová-Fejlková           |                                   | 2                                 | 1                                 | 3                                 |
| Michal Jedlička                      |                                   | 2                                 | 1                                 | 3                                 |
| Barbora Chudíková                    |                                   | 2                                 |                                   | 2                                 |
| Jana Peterová                        |                                   | 2                                 |                                   | 2                                 |
| Daniel Hájek                         |                                   | 1                                 | 2                                 | 3                                 |
| Iva Rufferová                        |                                   | 1                                 | 2                                 | 3                                 |
| Petr Bořánek                         |                                   | 1                                 | 1                                 | 2                                 |
| Marie Podrábská-Slováková            |                                   | 1                                 | 1                                 | 2                                 |
| Jonáš Hubáček                        |                                   | 1                                 |                                   | 1                                 |
| Karolína Kettner-Teplá               |                                   | 1                                 |                                   | 1                                 |
| Luboš Semík                          |                                   | 1                                 |                                   | 1                                 |
| Kristýna Skyvová-Bořánková-Šimůnková |                                   | 1                                 |                                   | 1                                 |
| Lenka Klimplová                      |                                   | 1                                 |                                   | 1                                 |
| Iva Fagré-Navrátilová                |                                   | 1                                 |                                   | 1                                 |
| Hana Tichovská-Lejsková-Přibylová    |                                   | 1                                 |                                   | 1                                 |
| Lenka Komárková-Koblížková           |                                   | 1                                 |                                   | 1                                 |
| Barbora Matějková                    |                                   | 1                                 |                                   | 1                                 |
| Anežka Kopecká-Jahnová               |                                   | 1                                 |                                   | 1                                 |
| Jan Kučera                           |                                   | 1                                 |                                   | 1                                 |
| Petr Fodor-Váňa                      |                                   | 1                                 |                                   | 1                                 |
| Vojtěch Sýkora                       |                                   | 1                                 |                                   | 1                                 |
| Vojtěch Král                         |                                   | 1                                 |                                   | 1                                 |
| Vít Pospíšil                         |                                   | 1                                 |                                   | 1                                 |
| Věra Mádlová                         |                                   | 1                                 |                                   | 1                                 |
| Tereza Čechová                       |                                   | 1                                 |                                   | 1                                 |
| Radek Ticháček                       |                                   | 1                                 |                                   | 1                                 |
| Radek Nožka                          |                                   | 1                                 |                                   | 1                                 |
| Petr Vavrys                          |                                   | 1                                 |                                   | 1                                 |
| Pavel Košárek                        |                                   | 1                                 |                                   | 1                                 |
| Michal Horáček                       |                                   | 1                                 |                                   | 1                                 |
| Markéta Tesařová                     |                                   | 1                                 |                                   | 1                                 |
| Martin Tichovský                     |                                   | 1                                 |                                   | 1                                 |
| Magdalena Ticháčková-Kolářová        |                                   | 1                                 |                                   | 1                                 |
| Jakub Chalupský                      |                                   | 1                                 |                                   | 1                                 |
| Radovan Čech                         |                                   |                                   | 2                                 | 2                                 |
| Lucie Janatová-Waldová               |                                   |                                   | 2                                 | 2                                 |
| Tereza Karvánková-Odehnalová         |                                   |                                   | 1                                 | 1                                 |
| Tomas Lima                           |                                   |                                   | 1                                 | 1                                 |
| Daniel Wolf                          |                                   |                                   | 1                                 | 1                                 |
| Václav Zakouřil                      |                                   |                                   | 1                                 | 1                                 |
| Eliška Sieglová                      |                                   |                                   | 1                                 | 1                                 |
| Veronika Ondráčková-Kupcová          |                                   |                                   | 1                                 | 1                                 |
| Vít Bravený                          |                                   |                                   | 1                                 | 1                                 |
| Marek Minář                          |                                   |                                   | 1                                 | 1                                 |
| Vojtěch Hora                         |                                   |                                   | 1                                 | 1                                 |
| Marcela Kilarská-Kubatková           |                                   |                                   | 1                                 | 1                                 |
| Dana Šafka Brožková-Brožková         |                                   |                                   | 1                                 | 1                                 |
| Pavla Horová                         |                                   |                                   | 1                                 | 1                                 |
| Jaroslav Rygl                        |                                   |                                   | 1                                 | 1                                 |
| Jana Stehlíková-Knapová              |                                   |                                   | 1                                 | 1                                 |
| Michal Voráček                       |                                   |                                   | 1                                 | 1                                 |
| Jana Fikkerová-Zichová               |                                   |                                   | 1                                 | 1                                 |
| Nikola Zlámalová                     |                                   |                                   | 1                                 | 1                                 |
| Martin Macek                         |                                   |                                   | 1                                 | 1                                 |
| Katarína Labašová                    |                                   |                                   | 1                                 | 1                                 |
| Petr Vítek                           |                                   |                                   | 1                                 | 1                                 |
| Kateřina Chromá                      |                                   |                                   | 1                                 | 1                                 |
| Marie Nováková                       |                                   |                                   | 1                                 | 1                                 |
| Ivana Fujáčková-Bochenková           |                                   |                                   | 1                                 | 1                                 |
| Kateřina Švihovská                   |                                   |                                   | 1                                 | 1                                 |
| Karolína Kamenická-Šiková            |                                   |                                   | 1                                 | 1                                 |
| Kristýna Kolínová-Kovářová           |                                   |                                   | 1                                 | 1                                 |
| Pavel Hradec                         |                                   |                                   | 1                                 | 1                                 |
| Lucie Semíková                       |                                   |                                   | 1                                 | 1                                 |